# Hanjianglu (sockenhuvudort i Kina, Hubei Sheng, lat 32,68, long 110,79)
Hanjianglu (kinesiska: 汉江路, 汉江路街道) är en sockenhuvudort i Kina. Den ligger i provinsen Hubei, i den centrala delen av landet, omkring 400 kilometer nordväst om provinshuvudstaden Wuhan. Antalet invånare är 77 559. Befolkningen består av 37 133 kvinnor och 40 426 män. Barn under 15 år utgör 15,0 %, vuxna 15-64 år 78 %, och äldre över 65 år 6,0 %.
Runt Hanjianglu är det tätbefolkat, med 591 invånare per kvadratkilometer. Närmaste större samhälle är Shiyan, 3,9 km söder om Hanjianglu. I omgivningarna runt Hanjianglu växer i huvudsak blandskog.
Genomsnittlig årsnederbörd är 964 millimeter. Den regnigaste månaden är augusti, med i genomsnitt 166 mm nederbörd, och den torraste är december, med 8 mm nederbörd.